# Sebalong
Sebalong is een bestuurslaag in het regentschap Pasuruan van de provincie Oost-Java, Indonesië. Sebalong telt 2360 inwoners (volkstelling 2010).